# Nicole Besic-Molzberger

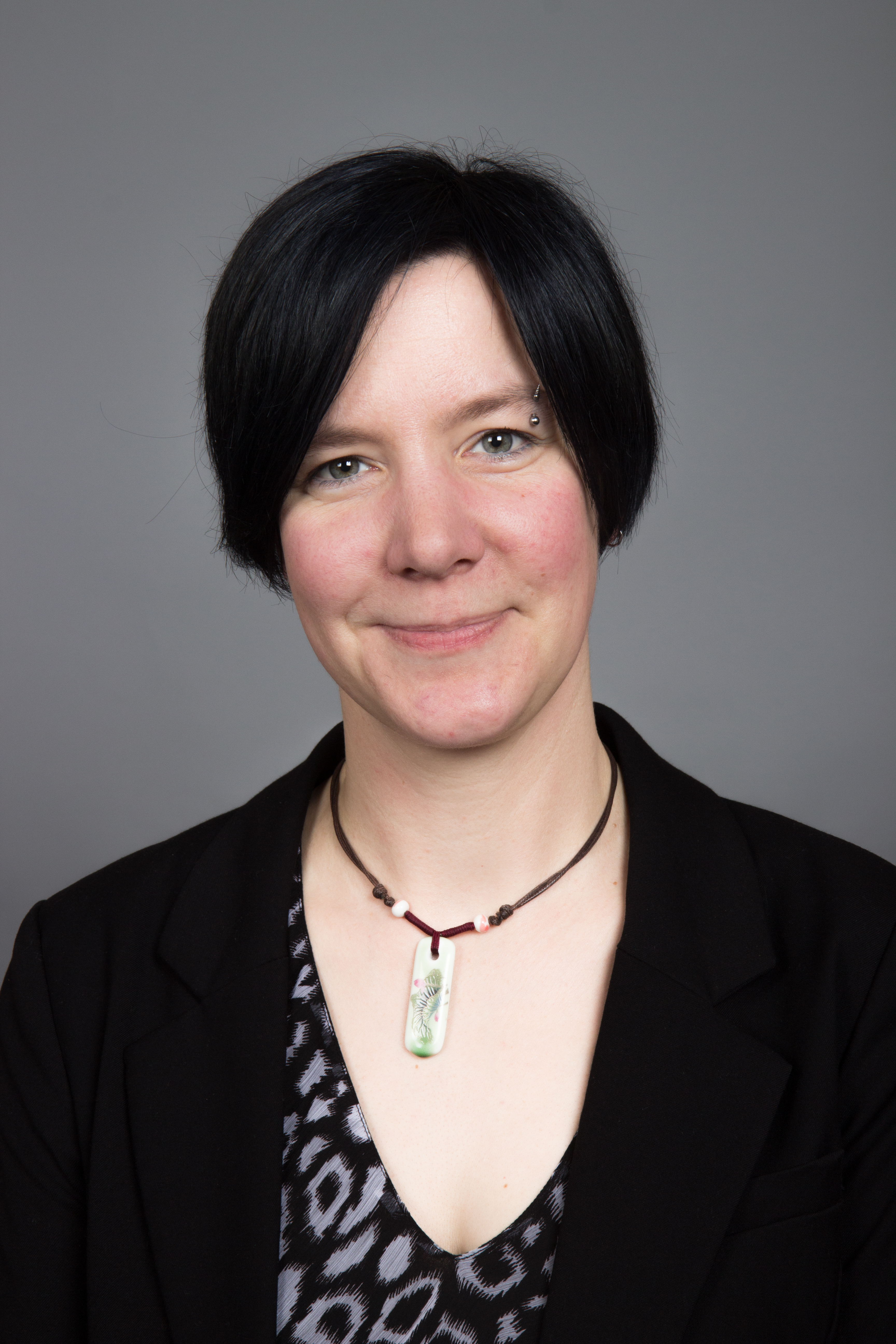
Nicole Besic-Molzberger (im Februar 2014 als MdL Nicole Müller-Orth)

Nicole Besic-Molzberger, vormals Müller-Orth, geborene Molzberger, (* 1974 in Neuwied) ist eine deutsche Politikerin.

## Leben und Ausbildung
Nicole Müller-Orth wuchs in Weitersburg und Höhr-Grenzhausen (Westerwald) auf. In der Zeit von 1985 bis 1991 besuchte sie die Staatliche Realschule Höhr-Grenzhausen. Nach Abschluss der Mittleren Reife begann sie eine Lehre als Elektromechanikerin bei der Deutschen Bundespost. Mit Erreichen ihrer Volljährigkeit zog sie nach Koblenz um, 1993 nach Mendig, wo sie mit einer Tochter und drei Söhnen lebte.

## Politik
2001 trat sie der Partei Bündnis 90/Die Grünen bei. Sie war 2002 bis 2011 Vorsitzende des Ortsverbandes Mendig. Von 2002 bis 2005 war sie Geschäftsführerin des Grünen-Kreisverbandes Mayen-Koblenz, sowie bis 2006 Mitarbeiterin im Wahlkreisbüro der Landtagsabgeordneten Ise Thomas. 2004 erfolgte die Wahl in den Verbandsgemeinderat Mendig und den Kreistag Mayen-Koblenz, wo sie für Familien und Soziales zuständig ist. Ihr Interessenschwerpunkt in der Landes- und Bundespolitik bei Bündnis 90/Die Grünen ist Demokratie und Recht. 2009 wurde sie erneut in den Verbandsgemeinderat Mendig, den Kreistag Mayen-Koblenz und erstmals in den Stadtrat von Mendig gewählt.
Für den Wahlkreis Andernach stand sie auf Platz 19 der Landesliste der Grünen bei der Landtagswahl in Rheinland-Pfalz 2011. Am 27. März 2011 wurden jedoch lediglich 18 Grüne Politiker in den 16. Landtag von Rheinland-Pfalz gewählt. Nachdem Eveline Lemke am 18. Mai zur Wirtschaftsministerin gewählt wurde, verzichtete Lemke auf ihr Landtagsmandat und ermöglichte so das Nachrücken von Nicole Müller-Orth.
Besic-Molzberger war Mitglied des Rechtsausschusses sowie des Ausschusses für Gleichstellung und Frauenförderung des rheinland-pfälzischen Landtages. Sie war Sprecherin für Verbraucherschutz und Drogenpolitik der Landtagsfraktion der Grünen.
Bei der Landtagswahl in Rheinland-Pfalz 2016 wurde sie zwar auf der Landesliste der Grünen aufgestellt, konnte jedoch kein Mandat erreichen. Im Dezember 2016 scheiterte sie mit ihrer Kandidatur für den Landesvorsitz ihrer Partei.
Im März 2017 trat sie aus der Partei Bündnis 90/Die Grünen aus.